# Lethrus obtritus
Lethrus obtritus is een keversoort uit de familie mesttorren (Geotrupidae). De wetenschappelijke naam van de soort werd in 1976 gepubliceerd door Nikolajev.